# Puchar Challenge w piłce siatkowej mężczyzn (2022/2023)/Ćwierćfinały
Artykuł stanowi zestawienie wyników ćwierćfinałów Pucharu Challenge w piłce siatkowej mężczyzn w sezonie 2022/2023. W ćwierćfinałach uczestniczyło 8 drużyn, które awansowały z 1/8 finału, z 6 federacji: po dwa kluby z Grecji i Portugalii oraz po jednym klubie z Cypru, Holandii, Izraela i Rumunii.
Do półfinałów awansowały następujące zespoły: Maccabi Yaadim Tel Awiw, AJ Fonte Bastardo, Olympiakos SFP oraz Panathinaikos AO.
Ćwierćfinałowe mecze odbyły się w dniach 10-26 stycznia 2023 roku.

## Drużyny uczestniczące
W ćwierćfinałach Pucharu Challenge uczestniczyło 8 drużyn, które awansowały z 1/8 finału. Pary meczowe powstały na podstawie diagramu utworzonego w drodze losowania przed początkiem rozgrywek.
| Federacja  | Drużyna 1                      |
| ---------- | ------------------------------ |
| Cypr       | Omonia Nikozja                 |
| Grecja     | Panathinaikos AO               |
| Grecja     | Olympiakos SFP                 |
| Holandia   | Active Living Orion Doetinchem |
| Izrael     | Maccabi Yaadim Tel Awiw        |
| Portugalia | Sporting CP                    |
| Portugalia | AJ Fonte Bastardo              |
| Rumunia    | Steaua Bukareszt               |

## Tabela wyników
| Drużyna 1                      | Punkty | Drużyna 2        | Mecz 1 | Mecz 2 | Złoty set |
| ------------------------------ | ------ | ---------------- | ------ | ------ | --------- |
| Maccabi Yaadim Tel Awiw        | 6 – 0  | Omonia Nikozja   | 3:0    | 3:1    |           |
| AJ Fonte Bastardo              | 5 – 1  | Sporting CP      | 3:0    | 3:2    |           |
| Olympiakos SFP                 | 5 – 1  | Steaua Bukareszt | 3:1    | 3:2    |           |
| Active Living Orion Doetinchem | 3 – 3  | Panathinaikos AO | 1:3    | 3:0    | 12:15     |

## Wyniki spotkań
|  | Maccabi Yaadim Tel Awiw | 6 – 0 | Omonia Nikozja |  |

| 12.01.2023 20:00 (UTC+2) | Maccabi Yaadim Tel Awiw Aleksandr Safonow 16 pkt | 3:0 (25:21, 25:20, 25:16) raport | Omonia Nikozja Bruno Santos 9 pkt | Narodowe Centrum Sportu, Tel Awiw Widzów: 1000 Sędziowie: Michaela Hladišová i Josip Hristow |

| 26.01.2023 20:00 (UTC+2) | Omonia Nikozja Nikolaos Elefteriu 20 pkt | 1:3 (22:25, 23:25, 25:21, 12:25) raport | Maccabi Yaadim Tel Awiw Aleksandr Safonow 18 pkt | Hala Sportowa Tasos Papadopulos – Elefteria, Engomi Widzów: 1078 Sędziowie: George Grădinaru i Frankie Tanti |

|  | AJ Fonte Bastardo | 5 – 1 | Sporting CP |  |

| 11.01.2023 20:30 (UTC-1) | AJ Fonte Bastardo Edson Valencia 18 pkt | 3:0 (26:24, 25:19, 25:21) raport | Sporting CP Tiago Barth 12 pkt | Complexo Desportivo Vitorino Nemésio, Praia da Vitória Widzów: 550 Sędziowie: Morten Engborg Klein i Paul Herbots |

| 25.01.2023 19:30 (UTC±0) | Sporting CP Brian Melgarejo 19 pkt | 2:3 (19:25, 25:21, 25:23, 19:25, 10:15) raport | AJ Fonte Bastardo Edson Valencia 30 pkt | Pavilhão João Rocha, Lizbona Widzów: 504 Sędziowie: Ellen Mari Burheim i Borisław Jordanow |

|  | Olympiakos SFP | 5 – 1 | Steaua Bukareszt |  |

| 10.01.2023 17:00 (UTC+2) | Olympiakos SFP Tonček Štern 20 pkt | 3:1 (23:25, 25:16, 25:16, 25:19) raport | Steaua Bukareszt Ciprian Matei 19 pkt | Hala sportowa «Melina Merkuri», Ajos Joanis Rendis Widzów: 300 Sędziowie: Sebastian Widlarz i Jens Olav Rydningen |

| 26.01.2023 18:00 (UTC+2) | Steaua Bukareszt Ciprian Matei 15 pkt | 2:3 (15:25, 21:25, 25:15, 25:20, 11:15) raport | Olympiakos SFP Tonček Štern 10 pkt | Sala "Mihai Viteazul", Bukareszt Widzów: 400 Sędziowie: Mark-Jan Wijnstra i Michele Brunelli |

|  | Active Living Orion Doetinchem | 3 – 3 | Panathinaikos AO |  |

| 11.01.2023 20:00 (UTC+1) | Active Living Orion Doetinchem Samuli Kaislasalo 24 pkt | 1:3 (27:25, 23:25, 21:25, 22:25) raport | Panathinaikos AO Fernando Hernández 22 pkt | SaZa Topsporthal, Doetinchem Widzów: 950 Sędziowie: Riccardo Ragazzini i Serena Salvati |

| 25.01.2023 17:30 (UTC+2) | Panathinaikos AO Fernando Hernández 15 pkt Jiří Kovář 15 pkt | 0:3 (22:25, 23:25, 20:25) raport | Active Living Orion Doetinchem Jasper Wijkstra 19 pkt | Hala sportowa «Ajiu Toma», Amarusion Widzów: 1000 Sędziowie: Marco Sgrò i Tamás Jámbor |

|  | Panathinaikos AO | złoty set: 15:12 | Active Living Orion Doetinchem |  |